# وحدة استطلاع (الفيرماخت)

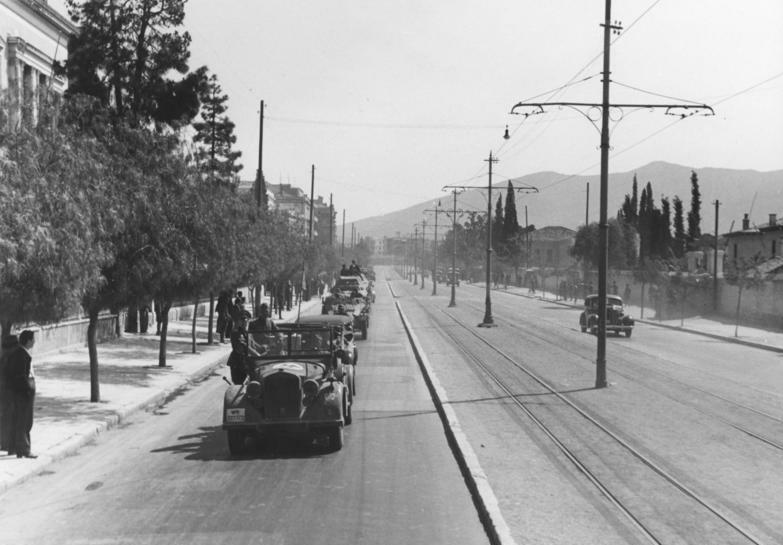
وحدة استطلاع (الفيرماخت)

أوفكليرون أبيتليون كانت وحدة استطلاع بحجم أبيتليون (Abteilung) (بمعني قسم) تعلق إلى فرقة ألمانية خلال الحرب العالمية الثانية.
أوفكليرون أبيتليون كانت عيون وآذان الفرقة الأم. في البداية، قبل الحملات الأولى للحرب العالمية الثانية، شملت قوات محمولة على الخيول والدراجات (Bicycle infantry) في أقسام المشاة، وكانت مجهزة بمجموعات للدراجات النارية (بي إم دبليو أر75إس، سينتيب (Zündapp) الخ)، فولكس فاجن كوبلوجن، والسيارات المصفحة الخفيفة في أكثر فرق المشاة الآلية وفرق البانزر. لتزويد القوات بتحسين قدرة الحركة على جميع التضاريس تم إصدار أوفكليرون أبيتليون فيما بعد مع فولكس واجن شفيمواجين (Volkswagen Schwimmwagen) البرمائية والمدرعة نصف مجنزة (Half-track) الخفيفة.